# احد شیخ‌لاری
احد شیخ‌لاری (زاده ۱۳۳۹ - تبریز) بازیکن سابق و مربی فوتبال ایرانی است. پست اصلی او مهاجم بود و در بیشتر دوران بازی خود بعنوان مهاجم بازی کرد. او در حال حاضر مربی فوتبال می‌باشد. شیخ‌لاری سابقه بازی در تیم‌های منتخب تبریز، منتخب آذربایجان، ایدم تبریز، تراکتور و باشگاه فوتبال ماشین‌سازی تبریز و استقلال رشت را دارد. او در رده‌های نوجوانان، جوانان، بزرگسالان پیراهن تیم ملی ایران را برتن کرده‌است و در حدود ۲۰ بازی برای تیم ملی ایران بازی کرده‌است. او ابتدا مهاجم بازی میکرد و در زدن ضربات سر و شوت های از راه دور مهارت خاصی داشت. که بعدا در سالهای آخر بازیگری با نظر واسیلی گوجا و نیاز مبرم تراکتورسازی در خط دفاع به پست دفاع آخر (لیبرو) منتقل شد و بار ارائه بازی های عالی همگان را شگفت زده کرد. هواداران فوتبال آذربایجان به دلیل علاقه وافری که به او داشتند لقب مارادونای آذربایجان را به او داده‌اند. یاگودیچ سرمربی یوگسلاوی الاصل سابق تیم‌های ملی جوانان و نوجوانان ایران دربارهٔ شیخ لاری گفته: «او در زمره بازیکنان استثنایی است که می‌تواند به هنگام پرش برای زدن ضربه سر، دو بار در آسمان خود را به پرشی مضاعف مهمان کند.»
در جریان اعزام تیم ملی ایران به بازی‌های آسیایی سئول ۱۹۸۶ در زمان مربیگری پرویز دهداری، در اثر یک سوء تفاهم شیخ لاری را در آخرین لحظه از پله هواپیما در فرودگاه مهرآباد پایین آوردند و او را از همراهی تیم ملی در این سفر منع کردند. واسیلی گوجا سرمربی سابق تراکتور آذربایجان دربارهٔ شیخ لاری گفته: «در تمام ایران لیبرویی مثل شیخ لاری یافت نمی‌شود و من تعجب می‌کنم که چرا به تیم ملی دعوت نمی‌شود. در ۳ تیم استقلال، پرسپولیس و پاس لیبرویی همچون احد وجود ندارد و من فکر می‌کنم عدم انتخاب او به دلیل شهرستانی بودنش است.»
وی در دوران مربیگری در مس سونگون ورزقان موفق شد با تشکیل تیمی کم هزینه از جوانان بومی منطقه آ‌ذربایجان این تیم را از لیگ دسته سه به لیگ دسته دو و سپس به لیگ دسته یک ایران برساند و تحسین جامعه فوتبال را جلب کند. احد شیخ لاری اولین مربی ایرانی است که موفق شده یک تیم فوتبال را طی فصول متوالی از لیگ دسته سه به لیگ دسته یک برساند،

## مدارک مربیگری
- لیسانس جامع بین‌المللی مربیگری حرفه‌ای از فدراسیون فوتبال انگلستان
- گواهی نامه بین‌المللی مربیگری حرفه‌ای از فیفا تحت نظر فیلیپ ردون
- لیسانس A بین‌المللی مربیگری حرفه‌ای از کنفدراسیون فوتبال آسیا و اروپا

## افتخارات
- دوران مربیگری:
  - ۱۳۶۸–۶۹ نائب قهرمانی لیگ استان آذربایجان شرقی و صعود به اولین دوره جام آزادگان با ایدم تبریز - در این سال احد شیخ لاری به عنوان مربی بازیکن در ایدم تبریز فعالیت داشت و تراکتورسازی تبریز به مقام قهرمانی استان رسید.
  - ۱۳۸۳–۸۴ قهرمانی لیگ دسته یک جام آزادگان و صعود به لیگ برتر ایران باشهید قندی یزد
  - ۱۳۸۴–۸۵ جلوگیری از سقوط ماشین‌سازی تبریز به لیگ دسته دو با مربیگری در ۱۱ بازی پایانی لیگ آزادگان و کسب ۲۰ امتیاز. در این فصل ماشین‌سازی که نیم فصل اول را با ۵ امتیاز در قعر جدول تمام کرده بود با آمدن شیخ لاری لیگ را با ۲۵ امتیاز و در میانه جدول تمام کرد.
  - ۱۳۸۶–۸۷ مقام چهارمی لیگ دسته یک جام آزادگان با تراکتورسازی تبریز
  - ۱۳۹۱–۹۰ صعود به لیگ دسته دو جام آزادگان با مس سونگون
  - ۱۳۹۲–۹۱ نائب قهرمانی لیگ دسته دو و صعود به لیگ دسته یک با مس سونگون
  - ۱۳۹۲–۹۱ اولین مربی ایرانی که موفق شده‌است یک تیم فوتبال را طی فصول متوالی از لیگ دسته سه به لیگ دسته یک ایران برساند.

1. ↑  روزنامه اخبار ورزشی ۱۳۷۷، ش ۱۰۰۷، ص ۸ (=صفحات روزنامه)
2. ↑  مجله کیهان ورزشی، سال ۱۳۶۴، ش ۱۶۰۲، ص ۶۱ (=صفحات روزنامه)
3. ↑  احد شیخ‌لاری در وبگاه national-football-teams.com
4. ↑  روزنامه ارک ۱۳۷۳، ش ۲۱۵، ص ۲ (=صفحات روزنامه)
5. ↑  روزنامه اخبار ورزشی ۱۳۷۷، ش ۱۰۰۷، ص ۸ (=صفحات روزنامه)
6. ↑  مجله کیهان ورزشی، سال ۱۳۶۴، ش ۱۶۰۲، ص ۶۱ (=صفحات روزنامه)
7. ↑  صفحه رسمی احد شیخ لاری - سوابق بازیگری
8. ↑  مجله کیهان ورزشی ۱۳۷۲، ش ۱۹۹۱، ص ۵۷ (=صفحات مجله)
9. ↑  کیهان ورزشی ۱۳۷۲، ش ۱۹۹۱، ص ۵۷ (=صفحات مجله)
10. ↑  هفته نامه نیرو ۱۳۷۱، ش ۹۴، ص ۱۳ (=صفحات هفته نامه)
11. ↑  صفحه رسمی احد شیخ لاری - سوابق مربیگری